# Bracon strigiventris
Bracon strigiventris är en stekelart som beskrevs av Maximilian Spinola 1840. Bracon strigiventris ingår i släktet Bracon och familjen bracksteklar. Inga underarter finns listade.